# Limnes Cheimaditida kai Zazari
Limnes Cheimaditida kai Zazari este o arie protejată (arie de protecție specială avifaunistică — SPA) din Grecia întinsă pe o suprafață de 5.137,27 ha, integral pe uscat.

## Localizare
Centrul sitului Limnes Cheimaditida kai Zazari este situat la coordonatele 40°36′20″N 21°33′22″E / 40.605503°N 21.556°E.

## Înființare
Situl Limnes Cheimaditida kai Zazari a fost declarat arie de protecție specială avifaunistică în martie 2010 pentru a proteja 70 de specii de animale.

## Biodiversitate
Situată în ecoregiunea mediteraneană, aria protejată nu include niciun habitat protejat.
La baza desemnării sitului se află mai multe specii protejate de  păsări (70): uliu cu picioare scurte (Accipiter brevipes), fluierar de munte (Actitis hypoleucos), minunița (Aegolius funereus), ciocârlie-de-câmp (Alauda arvensis), pescăruș albastru (Alcedo atthis), rață pitică (Anas crecca), rață mare (Anas platyrhynchos), Anser albifrons albifrons, fâsă-de-câmp (Anthus campestris), lăstunul mare (Apus apus), stârc cenușiu (Ardea cinerea), rață-cu-cap-castaniu (Aythya ferina), rața moțată (Aythya fuligula), buha (Bubo bubo), șorecarul comun (Buteo buteo), fugaci de țărm (Calidris alpina), fugaci mic (Calidris minuta), bătăuș (Calidris pugnax), fugaci pitic (Calidris temminckii), caprimulg (Caprimulgus europaeus), chirighiță-cu-aripi-albe (Chlidonias leucopterus), șerpar (Circaetus gallicus), acvilă țipătoare (Clanga clanga), prepeliță (Coturnix coturnix), cristeiul de câmp (Crex crex), lebădă de vară (Cygnus olor), lăstun de casă (Delichon urbicum), ciocănitoare cu spate alb (Dendrocopos leucotos), ciocănitoare de grădină (Dendrocopos syriacus), ciocănitoare neagră (Dryocopus martius), egretă mică (Egretta garzetta), șoim de iarnă (Falco columbarius), șoim călător (Falco peregrinus), vânturel de seară (Falco vespertinus), muscar-gulerat (Ficedula albicollis), Ficedula semitorquata, lișiță (Fulica atra), becațină comună (Gallinago gallinago), scoicar (Haematopus ostralegus), piciorong (Himantopus himantopus), rândunică (Hirundo rustica), stârc pitic (Ixobrychus minutus), capîntortură (Jynx torquilla), sfrâncioc roșiatic (Lanius collurio), sfrânciocul cu frunte neagră (Lanius minor), pescăruș râzător (Larus ridibundus), Leiopicus medius, sitar de mâl (Limosa limosa), ciocârlie de pădure (Lullula arborea), rață fluierătoare (Mareca penelope), Mergellus albellus, prigoare (Merops apiaster), cormoran mic (Microcarbo pygmaeus), codobatura galbenă (Motacilla flava), stârc de noapte (Nycticorax nycticorax), grangur (Oriolus oriolus), vrabie negricioasă (Passer hispaniolensis), viespar (Pernis apivorus), Phalacrocorax carbo sinensis, ciocănitoare verzuie (Picus canus), corcodel mare (Podiceps cristatus), corcodel-cu-gât-negru (Podiceps nigricollis), lăstun de mal (Riparia riparia), Spatula clypeata, chiră de baltă (Sterna hirundo), turturică (Streptopelia turtur), Tachymarptis melba, fluierar de mlaștină (Tringa glareola), fluierarul de zăvoi (Tringa ochropus), fluierar de lac (Tringa stagnatilis).
Pe lângă speciile protejate, pe teritoriul sitului au mai fost identificate 4 specii de păsări.